# Vladimir Milić
Vladimir Milić (Yugoslavia, 23 de octubre de 1955) es un atleta yugoslavo retirado especializado en la prueba de lanzamiento de peso, en la que consiguió ser campeón europeo en pista cubierta en 1982. Es padre del jugador de baloncesto Marko Milič.

## Carrera deportiva
En el Campeonato Europeo de Atletismo en Pista Cubierta de 1982 ganó la medalla de oro en el lanzamiento de peso, llegando hasta los 20.45 metros, por delante del checoslovaco Remigius Machura (plata con 20.07 metros) y su paisano yugoslavo Jovan Lazarević (bronce con 19.65 metros).